# Matthew McGrory
Matthew McGrory (West Chester, 17 maggio 1973 – Los Angeles, 9 agosto 2005) è stato un attore statunitense, conosciuto per la sua elevata statura (229 cm).

## Biografia
Matthew McGrory nacque a West Chester, Pennsylvania. Studiò legge alla Widener University e giustizia criminale alla West Chester University. McGrory era conosciuto per la sua altezza, circa 229 cm e per la misura dei suoi piedi, numero 63½, che gli valse un Guinnes World Record per il piede più lungo in uomo non affetto da gigantismo, record poi battuto da Brahim Takioullah. Inoltre, vinse anche un Guinnes World Record per l'attore più alto del mondo e per l'alluce più grande al mondo.
Tra i film più noti in cui Matthew recitò ci sono: Big Fish - Le storie di una vita incredibile, La casa dei 1000 corpi e Men in Black II. Ha recitato anche in serie televisive come Malcolm, Streghe e Carnivàle. Apparve inoltre in alcuni video musicali, tra cui quello per The Wicker Man degli Iron Maiden, Coma White di Marilyn Manson e Good Boys dei Blondie. Dopo la sua morte, Rob Zombie gli dedicò il film La casa del diavolo. Morì il 9 agosto 2005 per cause naturali, mentre stava girando un film documentario sulla vita del wrestler André the Giant.

## Filmografia parziale

### Cinema
- Bubble Boy, regia di Blair Hayes (2001)
- Men in Black II, regia di Barry Sonnenfeld (2002) - non accreditato
- La casa dei 1000 corpi (House of 1000 Corpses), regia di Rob Zombie (2003)
- Big Fish - Le storie di una vita incredibile (Big Fish), regia di Tim Burton (2003)
- La casa del diavolo (The Devil's Rejects), regia di Rob Zombie (2005)
- Constantine, regia di Francis Lawrence (2005) - non accreditato
- ShadowBox, regia di Philip Adrian Booth (2005)

### Televisione
- Malcolm (Malcolm in the Middle) - serie TV, episodio 2x23 (2001)
- Streghe (Charmed) - serie TV, episodi 6x08-6x18 (2003-2004)
- Carnivàle - serie TV, episodi 1x01-2x01-2x02 (2003-2005)

## Doppiatori italiani
- Alessandro Rossi in Big Fish - Le storie di una vita incredibile